# Hyde Park (London)
Hyde Park, najpoznatiji londonski gradski park i najveći među Kraljevskim parkovima.
Utemeljio ga je kralj Henrik VIII. 1536. godine kada je oduzeo zemljište u vlasništvu Westminsterske opatije i prenamijenio ga u lovište. Park je za javnost otvoren 101 godinu kasnije i ubrzo je postao poznat po velikim povorkama za Prvi svibanj. Proširen je za vladavine kraljice Karoline u 18. stoljeću.
Park je najpoznatiji po Govorničkom kutku (engl. Speaker's Corner) za kojim bilo tko može govoriti o bilo čemu, pa se često koristi i za održavanje prosvjeda i raznih skupova. Svoje prosvjede u parku su održavali čartisti, reformisti i sufražetkinje te prosvjedi protivnika uključivanja Ujedinjenog Kraljevstva u Rat u Iraku 2003. godine koji su okupili 350.000 prosvjednika.
U Hyde parku su, između ostalih, koncerte održali Pink Floyd, The Rolling Stones i Queen, kao i Paul McCartney, Madonna, The Who, Bruce Springsteen i dr. Za potrebe Olimpijskih igara 2012. park je bio domaćin natjecanja u triatlonu.
Uz Kesingtonske vrtove jedan je od najpoznatijih prirodnih spomenika Londona.

## Vanjske poveznice
- [neaktivna poveznica]